# فوسو آیرو میدی
میتسوبیشی فوسو آیرو میدی (Mitsubishi Fuso Aero Midi) خودرویی است که از سال ۱۹۸۸ تا کنون تولید شده‌است.
این خودرو در کلاس اتوبوس قرار گرفته است. سامانه جعبه‌دندهٔ آن ۵ دنده دستی است.

## نگارخانه

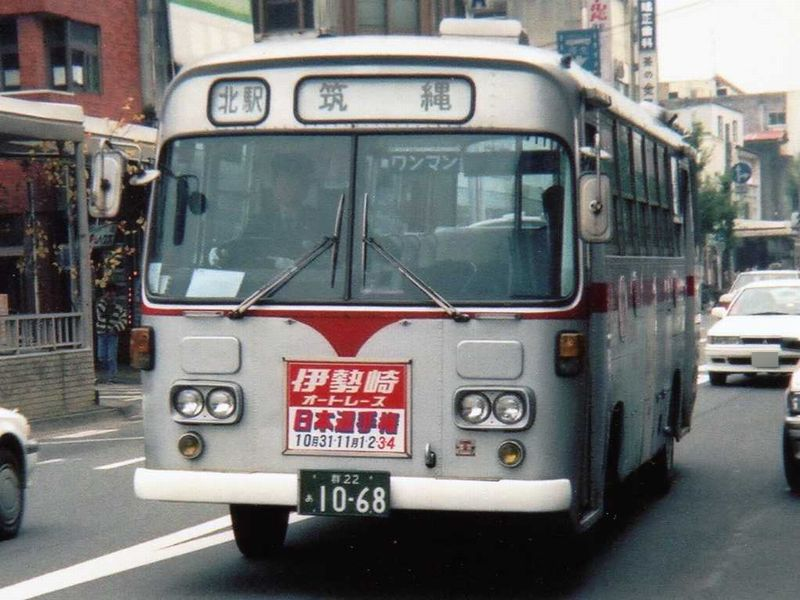
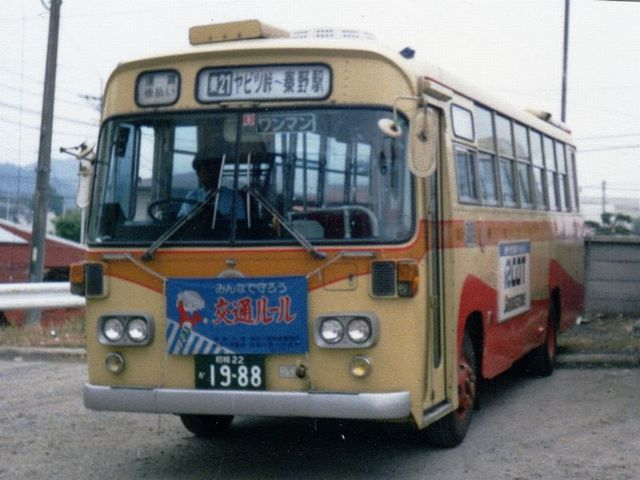
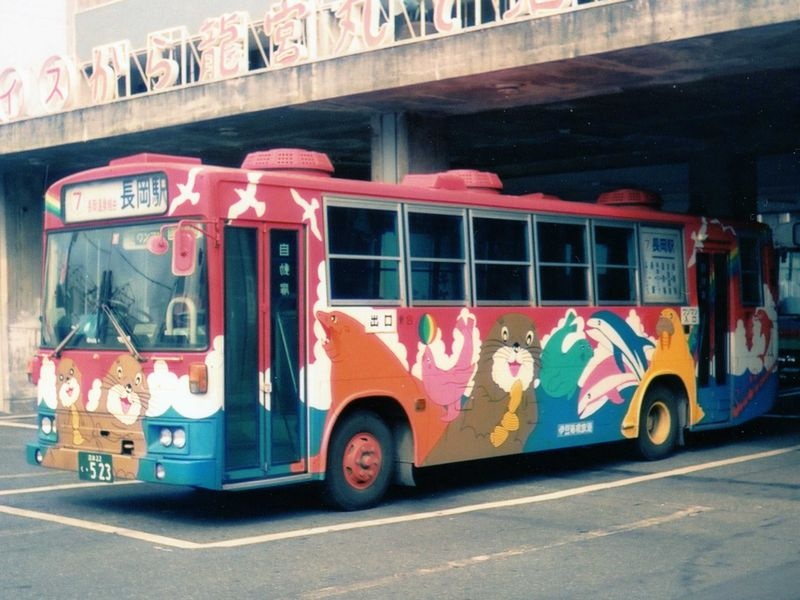